# زرافه‌واران
زرافه‌واران (نام علمی: Giraffoidea) نام یک بالاخانواده از راسته جفت‌سم‌سانان است.